# Blood on the Dance Floor: HIStory in the Mix
A Blood on the Dance Floor (HIStory in the Mix) Michael Jackson 1997-ben megjelent remixalbuma. Az első öt szám kivételével az albumon a HIStory: Past, Present and Future című 1995-ös album remixei találhatóak (összesen nyolc remix). Jackson főleg az új dalok elkészítésében vállalt nagy szerepet, a remixeket mások készítették. Az új dalok szövegeinek témája többek között a paranoia és a drogfüggés.
Az albumot Jackson-albumhoz képest nem kísérte nagy reklámhadjárat, különösen az Egyesült Államokban, de megjelent róla két kislemez, három videóklip és egy rövidfilm, a Ghosts. Megjelenésekor az album vegyes kritikákat kapott, egyesek úgy érezték, Jackson már foglalkozott ezekkel a zenei témákkal, mások gyengének tartották a hangját. A kedvező kritikák Jackson zenéjét Marilyn Mansonéhoz és Trent Reznoréhoz hasonlították. Az azóta eltelt években egyre kedvezőbb kritikákat kap, a kritikusok úgy érzik, sikeresebb is lehetett volna, és a korabeli kritikusok nem a zenére, hanem az énekes magánéletére összpontosítottak.
Az albumból tíz év alatt hatmillió kelt el, ezzel ez minden idők legtöbb példányban elkelt remixalbuma.

## Felvételek
Az album akkor készült, amikor Jackson a világot járta a HIStory turnéval, így az egyes dalok különböző országokban születtek, többek közt Svédországban, Svájcban és Németországban. Az album öt, a HIStoryn megjelent dal – Scream, Money, 2 Bad, Stranger in Moscow, This Time Around, Earth Song, You Are Not Alone és HIStory – és öt új dalból – Blood on the Dance Floor, Morphine, Superfly Sister, Ghosts és Is It Scary – áll. Jackson mind az öt új dal írásában és produceri munkálataiban oroszlánrészt vállalt. Todd Terry remixelte a Stranger in Moscow-t, Jimmy Jam és Terry Lewis a Screamet (Scream Louder címmel), a The Fugees pedig együtt dolgozott Jacksonnal a címadó dalon és a 2 Bad remixén. Wyclef Jean, a The Fugees tagja így beszélt az MTV-nek erről: „Amikor először csináltunk egy remixet Michaelnek, szerette volna, ha készítünk még egyet.” Az együttes nagyon izgatott volt, amikor Jackson felhívta őket, hogy dolgozzanak együtt.
A Morphine című dalban szerepel egy hangrészlet a The Elephant Man című filmből, a Paramount Pictures engedélyével. Ebben a dalban Slash gitározik, aki már korábban is dolgozott együtt Michaellel. Andrae Crouch kórusa szintén hallható a dalban. A dal központi témája a drogfüggőség, amiből Jacksonnak nem sokkal korábban sikerült kilábalnia.
A Scream Louderben részletek hallhatóak a Sly & the Family Stone Thank You (Falettinme Be Mice Elf Agin) című dalából. (Michael egyébként nem az első Jackson testvér, aki ezt a dalt használja: Janet is felhasznál belőle egy részletet a Rhythm Nationben, LaToya pedig a Wild Side-ban.)
A 2 Bad Jackson 1982-es Beat It című slágeréből használ fel részletet. A dalban John Forté rappel, Wyclef Jean pedig gitározik.

## Megjelentetése
A 23 oldalas borítófüzetben szerepel a Blood on the Dance Floor, a Stranger in Moscow és a HIStory szövege, több kép a HIStory turnéról és a Ghosts című filmből, valamint Jackson köszönetnyilvánításai családja, barátai (többek között Elizabeth Taylor és Elton John), alkalmazottai és rajongói felé.
Az albumot 1997. május 20-án jelentette meg az Epic Records. Ugyanezen a napon jelent meg a HIStory on Film, Volume II, ami Jackson több videóklipjének és tévés koncertfelvételének a gyűjteménye az 1995–1997 közti időszakból. Jackson korábbi albumaihoz képest elenyésző reklámot kapott. A The New York Times az album amerikai népszerűsítését így jellemezte: „visszafogott”, „alig csap zajt” és „sok embert meghökkent”. Jackson kiadója, az Epic Records cáfolta a vádakat, hogy nem reklámozzák kellőképpen az albumot, és így nyilatkozott: „Teljes erővel támogatjuk az albumot... Michael az egyik szupersztárunk, és úgy is bánunk vele. Csak itt a nemzetközi népszerűsítésre összpontosítottunk.” A The New York Times elismerte, hogy világszerte nagyobb reklámot kap az album, mint az USA-ban. Az énekesnek már nem volt szüksége az amerikai piacra ahhoz, hogy sikeres legyen: 1997 júniusára addigi albumaiból már csak minden tizediket az Államokban adták el.
Az album népszerűsítésének részeként az énekes a cannes-i fesztiválon bemutatta Ghosts című rövidfilmjét, ami az Egyesült Államokban 1996 októberében jelent meg a mozikban, az Egyesült Királyságban pedig az Odeon Leicester Square filmszínházban mutatták be 1997 májusában. A világ legtöbb országában megjelent videókazettán. A filmet Jackson és Stephen King írta, és Stan Winston rendezte, története többé-kevésbé Jackson 1993-as gyermekmolesztálási botrányán alapul és azon, amit az énekes ekkoriban érzett. A filmben a Maestrót, akit Jackson alakít, csaknem kiüldözik egy városból a polgármester vezetésével, aki hasonlít az őt vádló ügyészre, Tom Sneddonra. A film vizuálisan hasonló a
Thriller videóklipjéhez; sok benne a speciális effektus. A filmben több dal is elhangzik a HIStory és a Blood on the Dance Floor albumokból, és ezek videóklipjeiből is láthatóak részletek. A Ghosts harmincnyolc perces hosszával bekerült a Guinness Rekordok Könyvébe, mint a világ leghosszabb videdoklipje. Elnyerte a Bob Fosse-díjat legjobb videóklipkoreográfia kategóriában.

## Számlista
| #   | Cím                                          | Szerző(k)                                             | Hossz |
| --- | -------------------------------------------- | ----------------------------------------------------- | ----- |
| 1.  | Blood on the Dance Floor                     | Michael Jackson, Teddy Riley                          | 4:14  |
| 2.  | Morphine                                     | M. Jackson                                            | 6:26  |
| 3.  | Superfly Sister                              | M. Jackson, Bryan Loren                               | 6:27  |
| 4.  | Ghosts                                       | M. Jackson, Riley                                     | 5:13  |
| 5.  | Is It Scary                                  | M. Jackson, James Harris III, Terry Lewis             | 5:35  |
| 6.  | Scream Louder (Flyte Tyme Remix)             | M. Jackson, Janet Jackson, Harris, Lewis              | 5:27  |
| 7.  | Money (Fire Island Radio Edit)               | M. Jackson                                            | 4:22  |
| 8.  | 2 Bad (Refugee Camp Mix)                     | M. Jackson, Bruce Swedien, Rene Austin, Dallas Austin | 3:32  |
| 9.  | Stranger in Moscow (Tee’s In-House Club Mix) | M. Jackson                                            | 6:55  |
| 10. | This Time Around (D.M. Radio Mix)            | M. Jackson, D. Austin                                 | 4:05  |
| 11. | Earth Song (Hani’s Club Experience)          | M. Jackson                                            | 7:55  |
| 12. | You Are Not Alone (Classic Club Mix)         | R. Kelly                                              | 7:38  |
| 13. | HIStory (Tony Moran’s HIStory Lesson)        | M. Jackson, Harris, Lewis                             | 8:00  |

## Helyezések
| Ország             | Legfelső helyezés |
| ------------------ | ----------------- |
| Ausztria           | 2                 |
| Ausztrália         | 2                 |
| Belgium (Vl)       | 1                 |
| Belgium (Wa)       | 2                 |
| Egyesült Királyság | 1                 |
| Finnország         | 3                 |
| Franciaország      | 1                 |
| Norvégia           | 2                 |
| Svájc              | 2                 |
| Svédország         | 4                 |
| USA                | 24                |
| Új-Zéland          | 1                 |

## Közreműködők
| Blood on the Dance Floor - Zene és szöveg: Michael Jackson és Teddy Riley - Producer: Michael Jackson és Teddy Riley - Hangmérnök: Teddy Riley, Dave Way és Mick Guzauski - Keverés: Mick Guzauski Morphine - Zene és szöveg: Michael Jackson - Producer: Michael Jackson - Hangmérnök: Keith Cohen, Eddie DeLena, Mick Guzauski és Tim Boyle - Keverés: Keith Cohen Ghosts - Zene és szöveg: Michael Jackson és Teddy Riley - Producer. Michael Jackson és Teddy Riley - Hangmérnök: Teddy Riley és Eddie DeLena - Keverés: Dave Way Is It Scary - Zene és szöveg: Michael Jackson, James Harris III és Terry Lewis - Producer: Jimmy Jam & Terry Lewis és Michael Jackson - Elrendezés: Michael Jackson, Jimmy Jam és Terry Lewis - Felvételek: Steve Hodge - Keverés: Steve Hodge Superfly Sister - Szöveg: Michael Jackson - Zene: Michael Jackson és Bryan Loren - Producer: Michael Jackson - Elrendezés: Michael Jackson és Bryan Loren - Felvételek: Richard Cottrell és Dave Way Scream Louder (Flyte Tyme Remix) - Zene és szöveg: James Harris III and Terry Lewis, Michael Jackson és Janet Jackson - Producer: Jimmy Jam & Terry Lewis, Michael Jackson és Janet Jackson - További produkció és remix: Jimmy Jam & Terry Lewis Money (Fire Island Radio Edit) - Zene és szöveg: Michael Jackson - Producer: Michael Jackson - Remix és további produkció: Terry Farley & Pete Heller - Hangmérnök: Gary Wilkinson Earth Song (Hani’s Club Experience) - Zene és szöveg: Michael Jackson - Producer: Michael Jackson, Bill Bottrell és David Foster - Remix: Hani - Vágás: Vlado Meller és Frank Ceraolo | 2 Bad (Refugee Camp Mix) - Szöveg: Michael Jackson - Zene: Bruce Swedien, Rene és Dallas Austin - Producer: Michael Jackson, Jimmy Jam és Terry Lewis - Remix: Wyclef Jean - További produkció: Te-Bass és Pras - Rap: John Forte - Gitár: Wyclef Jean - Basszus: Te-Bass - Keverés, hangmérnök: Warren Riker Stranger in Moscow (Tee’s In-House Club Mix) - Zene és szöveg: Michael Jackson - Producer: Michael Jackson - További produkció és remix: Todd Terry - Hangmérnök: Bill Klatt - Vágás: Matthias Heilbronn This Time Around (D.M. Radio Mix) - Szöveg: Michael Jackson - Zene: Dallas Austin - Producer: Dallas Austin és Michael Jackson - Remix és további produkció: David Morales - Hangmérnök: David Sussman - Billentyűk: Satoshi Tomiie és Joe Moskowitz - Dudák: Paul Sharipo & Company You Are Not Alone (Classic Club Mix) - Zene és szöveg: R. Kelly - Producer: R. Kelly és Michael Jackson - Remix: Frankie Knuckles - További produkció: Frankie Knuckles és Satoshi Tomiie - Hangmérnök: John Poppo - Billentyűprogramozás: Terry Burrus HIStory (Tony Moran’s HIStory Lesson) - Zene és szöveg: Michael Jackson, James Harris III és Terry Lewis - Producer: Michael Jackson, Jimmy Jam és Terry Lewis - Remix: Tony Moran - További produkció: Tony Moran és Bob Rosa - Keverés: Bob Rosa - Hangmérnök: Tony Coluccio - Programozás: Tony Coluccio és Giuseppe D. |